# أجيسيلاوس الثاني
أجيسلاوس الثاني (باليونانية: Ἀγησίλαος)‏ هو ملك إسبرطي حكم اليونان القديمة ولد في سنة 444 ق م، ذكره المؤرخ بلوتارخ بأنه ملك وقائد كل اليونان وقد نال هذا القائد شهرته بعد انتصاراته في الحرب الكورنثية، توفي في سن ال84 في برقة في ليبيا أثناء إحدى حملاته، كتب عنه أيضاً المؤرخ الإغريقي زينوفون وذكر أنه كان أحد أصدقائه المقربين.